# 聖塔菲協議
《聖塔菲協議》（西班牙語：Capitulaciones de Santa Fe）是指在1492年4月17日，卡斯提亞王國女王伊莎貝拉一世、亞拉岡王國國王斐迪南二世、探險家克里斯多福·哥倫布在格拉納達省聖塔菲簽署的協議。根據協議條款的規定，天主教雙王授予哥倫布世界洋海軍上將、副王、和航行中所有領土之總督等世襲和終身的頭銜。同時，在其計劃前往東印度群島航行的過程，他有權利獲得所有征服地區發現或得到的戰利品10%。《聖塔菲協議》遵循15世紀卡斯提爾聯合王國的標準文件格式，協議中的具體要點按照章節排列 。

## 簽署經過
1484年，探險家克里斯多福·哥倫布向葡萄牙國王約翰二世提議，開闢向西前往東印度群島航線，但遭到拒絕。1486年，類似的提議遭到卡斯提爾聯合王國宮廷的拒絕。其中，伊莎貝拉一世另外召集一次由水手、哲學家、占星家等人組成的會議，重新審查該項計畫。專家們認為哥倫布所估計的西班牙和東印度群島之間的距離是荒謬的，這導致天主教雙王也開始懷疑哥倫布的計劃。不過經過哥倫布多方遊說，另一群有影響力的朝臣說服天主教雙王，並指出如果該項計劃失敗，實際損失不大；而如果成功，他們將獲得巨大收益。這些顧問包括天主教托萊多總教區總主教埃爾南多·德·塔拉韋拉、書記路易斯·德·聖坦傑爾和內侍胡安·卡布雷羅。
最終卡斯提爾聯合王國同意資助哥倫布向西航行抵達東印度群島的探險隊計劃。皇家秘書胡安二世·科洛馬奉命草擬協議書。由於天主教雙王忙於其他事務，《聖塔菲協議》花費3個月的時間準備。最終天主教雙王伊莎貝拉一世、斐迪南二世和克里斯多福·哥倫布，在建於格拉納達郊區的軍事基地聖塔菲營地舉行簽署儀式。憑藉著這份協議，哥倫布的社會地位迅速提升，並成為宮廷貴族的一份子。

## 造成影響
《聖塔菲協議》意味著天主教雙王和哥倫布之間，早期對於發現通往西印度群島之航線（後來被證明是發現新大陸）利益所進行的分配。也因此，這項協議被視為是有史以來，國家君主與私人之間簽署的最重要協議之一。目前《聖塔菲協議》的原始文件已經不復存在。現存最早的摹本則出現在巴塞隆納國王在1493年發布的確認書中。由於該版本協議省略「亞洲」一詞，導致一些歷史學家認為哥倫布從未打算前往亞洲，而只是為了發現新大陸。2009年，《聖塔菲協議》被列入聯合國教育、科學及文化組織的世界記憶計畫名錄中。